# Olga Galchenko
Olga Galchenko', född 31 juli 1990 i Penza i Ryssland, är en rysk jonglör och syster till den framgångsrika jonglören Vova Galchenko. Olga brukar tävla med Vova i jongleringstävlingar.